# Градски стадион Ла Плата
Градски стадион Ла Плата је стадион у Ла Плати, на коме се играју рагби и фудбал. Рагби репрезентација Аргентине је играла мечеве против Новог Зеланда у оквиру купа четири нација на овом стадиону. Изградња стадиона је коштала око 100 милиона долара, а архитекта је био Роберто Фереира. На овом стадиону играла је и неке мечеве фудбалска репрезентација Аргентине у оквиру америчком купу.